# Littlest Things
"Littlest Things" é o terceiro single da cantora inglêsa Lily Allen, do álbum Alright, Still. O single entrou na parada inglesa em #53, mas obteve a posição #16. A musica incorpora uma amostra de piano da música de Pierre Bachelet e Hervé Roy do filme Emmanuelle.

## Faixas

### CD Single
1. "Littlest Things"
2. "U Killed It"
3. "Holding Back the Years"
4. "You Got It"

### 7" Vinil
1. "Littlest Things"
2. "Everybody's Changing"

### Download digital
- "Littlest Things"
- "Littlest Things" (instrumental)
- "Littlest Things" (ao vivo)
- "U Killed It"

## Desempenho nas paradas musicais
| Parada musical (2006)   | Melhor posição |
| ----------------------- | -------------- |
| UK Singles Chart        | 16             |
| Chile top 100 singles   | 19             |
| Singles Chart polonês   | 23             |
| Singles Chart argentino | 1              |